# لوئیس مارتینتی، هنرمند سیرک
لوئیس مارتینتی عنوان فیلمی است آمریکایی با ژانر صامت و کوتاه به کارگردانی ویلیام کندی دیکسون. این فیلم محصول سال ۱۸۹۴ میلادی است. زمان این فیلم ۱۲/۵ ثانیه است.